# ییعیت کوچاک
بلال ییعیت کوچاک (به ترکی استانبولی: ‌Bilal Yiğit Koçak؛ زادهٔ ۱۲ اکتبر ۱۹۹۵) بازیگر اهل ترکیه است. با نام هنری ییعیت کوچاک شناخته می‌شود. او برای ایفای نقش عمر اِرَن/ییلماز در سریال خواهر و برادرانم به شهرت رسید.

## زندگی‌نامه و تحصیلات
کوچاک در ۱۲ اکتبر ۱۹۹۵ در شهر صامسون، ترکیه به دنیا آمد. نام کامل او بلال ییعیت کوچاک است و یک خواهر کوچکتر به نام سِرا دارد. او در حال حاضر با لیزگه جومرت رابطه عاشقانه دارد. کوچاک در دبیرستان آناتولی شهر صامسون تحصیل کرده و در رشته اقتصاد و دارایی از دانشگاه باغچه‌شهر فارغ التحصیل شد. او در مراسم ۴۸مین جوایز پروانه طلایی در ۴ دسامبر ۲۰۲۲ نامزد جایزه در بخش بهترین بازیگر مرد شد.

## حرفه

#### مدلینگ
کوچاک ابتدا در زمینه‌ی تبلیغات و مدلینگ فعالیت می‌کرد. اولین بازی خود را در تبلیغات D Smart و کی‌اف‌سی انجام داد.

#### بازیگری
کوچاک در آکادمی ۳.۵ دوره بازیگری دیده است و بازیگری را از سال ۲۰۱۷ با مجموعه‌تلویزیونی چه کسی تو را گرفت؟ و ایفای نقش مهمت چِلیک آغاز کرد. او در سال ۲۰۱۹ در مجموعه‌تلویزیونی هیچ‌کس نمی داند در نقش سینان اِگیلمز بازی کرد. در سال ۲۰۲۰ در مجموعه‌تلویزیونی عشق صدا می‌زند در نقش اونور پوسات به ایفای نقش کرد. او از بازیگران اصلی مجموعه تلویزیونی خواهر و برادرانم بوده و نقش عمر ارن\ییلماز را ایفا کرد . او با بازی موفق در این مجموعه تلویزیونی بسیار مورد توجه قرار گرفت.

## زندگی شخصی
ییعیت کوچاک تایید کرده با لیزگه کومرت هم بازیش در سریال خواهر و برادرانم در رابطه است.
کوچاک هم اکنون در شبکه‌اجتماعی اینستاگرام ۳/۵ میلیون دنبال‌کننده دارد.

## آثار
| مجموعه تلویزیونی | مجموعه تلویزیونی   | مجموعه تلویزیونی | مجموعه تلویزیونی | مجموعه تلویزیونی |
| سال              | عنوان              | نقش              | شبکه             | توضیحات          |
| ---------------- | ------------------ | ---------------- | ---------------- | ---------------- |
| ۲۰۱۷             | چه کسی تو را گرفت؟ | مهمت چلیک        | آ‌ تی‌وی           | نقش مکمل         |
| ۲۰۱۹             | هیچ‌کس نمی داند     | سینان اِگیلمز     | آ‌ تی‌وی           | نقش مکمل         |
| ۲۰۲۰             | عشق صدا می‌زند      | اونور پوسات      | آ‌ تی‌وی           | نقش مکمل         |
| ۲۰۲۱–۲۰۲۴        | خواهر و برادرانم   | عمر ارن/ییلماز   | آ‌ تی‌وی           | نقش اصلی         |

## جوایز و نامزدی‌ها
| سال  | عنوان جشنواره             | بخش/رشته                 | فیلم             | نتیجه    | منبع  |
| ---- | ------------------------- | ------------------------ | ---------------- | -------- | ----- |
| ۲۰۲۱ | جوایز بین‌المللی اژه طلایی | بهترین بازیگر نوظهور سال | خواهر و برادرانم | برنده    | [ ۸ ] |
| ۲۰۲۲ | ۴۸مین جوایز پروانه طلایی  | بهترین بازیگر مرد        | خواهر و برادرانم | نامزدشده | [ ۵ ] |